# スラートターニー県

スラートターニー県
จังหวัดสุราษฎร์ธานี

- この項目は英語版を元に作成されています。

スラートターニー県（スラートターニーけん、タイ語: จังหวัดสุราษฎร์ธานี）はタイ・南部の県（チャンワット）の一つ。チュムポーン県、ナコーンシータンマラート県、クラビー県、パンガー県、ラノーン県と接し、タイランド湾に面する。
スラートターニーとは良い住民の町と言う意味で、この名称はワチラーウット王（ラーマ6世）から下賜された。

## 地理
県内中央部はターピー川によって平地が形成され、ほとんどが草原であるが海岸部にはマングローブ林も形成されている。西部には石灰石による山地があり、森林に覆われていて、カオ・ソック国立公園が位置している。県内にはサムイ諸島海洋公園、アーントーン諸島海洋公園などの国立公園があり、そのほとんどは国の所有物になっている。東部にはバンタット山がある。前述のタピ川やプームドゥワン川が流れ、バンドン湾に流れ込んでいる。

## 歴史
スラートターニー県はスマン族やマレー系の民族による移住があり、後の3世紀ごろから、13世紀頃まではシュリーヴィジャヤ王国の領土であった。チャイヤー郡には幾つかの遺跡が残っていることから、シュリーヴィジャヤ王国の地方中核都市であった可能性も指摘されている。タイの歴史家はここがすなわちシュリーヴィジャヤの首都であると主張しているが、その可能性は低い。
シュリーヴィジャヤの崩壊の後は、この地域はチャイヤー・タートーン、キーリーラートの三つの地域に分割された。時は下ってラーマ7世はこの地域をまとめ上げチャイヤー県とカーンチャナディット県にしたのち、県庁所在地をバンドンからスラートターニーへ移動させた。スラートターニーはこの時、モントン・チュンポーン（チュンポーン州）の首都となり、そのモントン（州）もモントン・スラートターニーへと名前を変えた。

## 県章
|  | 県章は1200年前の仏塔と信じられているボーロマタートチャイヤーが描かれている。 県花は（Rafflesia kerrii）、県木は（Cotylelobium melanoxylon）。 |

## 隣接する県
- ナコーンシータンマラート県
- クラビー県
- パンガー県
- ラノーン県
- チュムポーン県

## 行政区分
スラートターニー県は19の郡（アムプー）とに分けられ、さらにその下位に131の町（タムボン）と、1,028の村（ムーバーン）がある。
| 1. ムアンスラートターニー郡 2. カーンチャナディット郡 3. ドーンサック郡 4. サムイ島郡 5. パンガン島郡 6. チャイヤー郡 7. ターチャナ郡 8. キーリーラットニコム郡 9. バーンタークン郡 10. パノム郡 | 1. ターチャーン郡 2. バーンナーサーン郡 3. バーンナードゥーム郡 4. キエンサー郡 5. ウィエンサ郡 6. プラセーン郡 7. プンピン郡 8. チャイブリー郡 9. ウィパーワディー郡 | スラートターニー県の郡 |